# Padre Batista
Benedito Batista de Jesus Laurindo (Matão, 5 de agosto de 1952 – São Paulo, 10 de agosto de 1991) foi um sacerdote católico brasileiro que se destacou como ativista antirracista e também comprometido com o combate à discriminação contra a população de rua e a pobreza nas ruas de São Paulo.

## Biografia
Nascido em 05 de agosto de 1952, no distrito de Silvânia na zona rural do município de Matão, em uma família de pequenos agricultores familiares, Benedito Batista de Jesus Laurindo passou toda a sua infância na cidade de Araraquara, no interior de São Paulo.
Ele começou a trabalhar com seis anos de idade, auxiliando a família camponesa no trabalho rural em Matão, quando ganha o apelido de "Ditinho". Em seguida, ele se estabeleceu na cidade, onde foi engraxate (aos 9 anos de idade), jardineiro e ajudante geral.
Estudou o ensino de primeiro grau na cidade de São Roque e o ensino de segundo grau na capital paulista. Em virtude de seu ingresso na vida religiosa, ele prosseguiu seus estudos no ensino superior, onde se graduou em filosofia e em teologia, especializando-se em liturgia e cultura afro-brasileira.
Após ingressar na vida eclesiástica sua vida seria marcada por uma década de atuação religiosa intensa envolvendo dedicação aos seus deveres religiosos, enfrentamento do racismo e perseguições, além da opção de defesa da população negra discriminada e da população em situação de rua, em especial as crianças. Essa vida começou a partir de 25 de outubro de 1980, quando recebeu o diaconato, ordenando-se seminarista em São Miguel Paulista, e, no ano seguinte, ele aceitou o convite de Dom Evaristo Arns para ser diácono na Igreja da Sé, onde se tornou o primeiro negro cantor oficial das missas pontificiais.
Benedito Batista se tornou o primeiro padre negro a tornar-se pároco por nomeação do cardeal dom Paulo Evaristo Arns, em 1984. Além de sua atuação litúrgica como clérigo católico, ele desempenhou um trabalho de assistência social às crianças de rua, particularmente, aquelas que se encontravam na Praça da Sé, na capital paulistana.
Em junho de 1984, ele foi nomeado reitor da Igreja Nossa Senhora da Boa Morte, atuando também como Capelão.
No mesmo ano de 1984, ele se tornou assessor nacional da Pastoral Afro-brasileira, além de vir a exercer o cargo de coordenador dessa Pastoral no setor Catedral da Sé paulistana, em 1986.
Padre Batista estruturou uma verdadeira rede beneficente e filantrópica em seu ativismo, fundando o Centro Comunitário do Menor, o Quilombo Central - APNS, o Instituto Mariana dos Bispos e Padres Negros, o Instituto do Negro e a Casa da Menina Mãe.
No dia 13 de novembro de 1989, Padre Batista foi nomeado pároco da Paróquia de São Januário, situado no bairro paulistano da Mooca.
Em 10 de agosto de 1991, ele faleceu aos 39 anos.

## Homenagenspost-morten
Logo após a sua morte, ainda na primeira metade da década de 1990, o Instituto do Negro passou a chamar-se Instituto do Negro Padre Batista em sua memória. Esta entidade antirracista passou a organizar, anualmente, em todo o dia 12 de maio, a "Marcha Noturna" com o objetivo de lembrar a história do negro na cidade de São Paulo, além de desenvolver iniciativas voltadas para proporcionar o acesso da população negra à universidade.
Em 1992, por iniciativa dos vereadores Irede Cardoso e Chico Whitaker, a prefeita do município de São Paulo, Luiza Erundina, expediu um decreto que denominou um dos logradouros paulistanos com o nome de Rua Padre Benedito de Jesus Batista Laurindo, situada no distrito do Rio Pequeno.
A Prefeitura Municipal de São Paulo denominou um de seus estabelecimentos de ensino fundamental com o nome de EMEF Benedito de Jesus Batista Laurindo – Padre Batista ou simplesmente EMEF Padre Batista, situada no Parque dos Bancários.
Em 2007, a partir de uma proposição legislativa do deputado estadual Simão Pedro, a Assembleia Legislativa de São Paulo criou o Prêmio Padre Batista de Combate à Discriminação Racial para incentivar pesquisas desenvolvidas por universidades e programas sociais de combate à discriminação racial promovidos por órgãos públicos, associações, sindicatos e entidades da sociedade civil.